# Euhesma ricae
Euhesma ricae är en biart som först beskrevs av Rayment 1948.  Euhesma ricae ingår i släktet Euhesma och familjen korttungebin. Inga underarter finns listade i Catalogue of Life.